# Szubina (osada)
Szubina – osada w Polsce położona w województwie łódzkim, w powiecie kutnowskim, w gminie Krośniewice.
Wieś szlachecka położona była w drugiej połowie XVI wieku w powiecie łęczyckim województwa łęczyckiego.
W latach 1975–1998 miejscowość administracyjnie należała do województwa płockiego. 